# Иранская нефтяная биржа
Иранская нефтяная биржа (перс. بورس نفت ایران, англ. Iran Petroleum Exchange) или международная биржа нефти/международная нефтяная биржа (англ. International Oil Bourse (IOB; официальное название на английском языке не определено), Нефтяная биржа в Кише — товарная биржа, открытая 17 февраля 2008 г. для торговли нефтью, бензином, нефтепродуктами и газом за разные валюты, в основном за евро и иранский риал, а также за корзину основных мировых валют.
Географическая биржа расположена в Персидском заливе, на острове Киш, где имеется множество иранских зон свободной торговли.
Создана (заявлена) в 2005 году, благодаря совместным усилиям правительства Ирана и других государственных и частных предприятий, и обещала предложить альтернативу торговле нефтью в нефтедолларах, используя вместо этого нефтеевро в качестве своей торговой валюты.
С июля 2011 расчёты на ИНБ осуществляется только в евро и эмиратских дирхамах. Это попытка обхода санкций США и Европы в отношении ИРИ. Параллельно Тегеран вёл переговоры с Китаем об организации поставок китайских товаров в обмен на иранскую нефть. 
В конце января 2015 Иран отказался от использования американского доллара при расчётах с зарубежными партнёрами и при заключении зарубежных контрактов стал использовать другие валюты, в частности, юань, евро, турецкую лиру, российский рубль и южнокорейскую вону.
Несмотря на несколько попыток реализовать этот проект, в течение полутора десятилетий, Иранская нефтяная биржа не сдвинулась с места и в январе 2020 года была официально отменена.